# Kabbinakere, Hosadurga
Kabbinakere là một làng thuộc tehsil Hosadurga, huyện Chitradurga, bang Karnataka, Ấn Độ.